# Nadejda Rímskaia-Kórsakova
Nadejda Rímskaia-Kórsakova   (Sant Petersburg, 19 d'octubre de 1848 (Julià) - Sant Petersburg, 24 de maig de 1919), nom complet amb patronímic Nadejda Nikolàievna Rímskaia-Kórsakova, rus: Надежда Николаевна Римская-Корсакова, de soltera Purgold, rus: Пургольд, fou una pianista i musicòloga russa, esposa del compositor Nikolai Rimski-Kórsakov i germana de la cantant Aleksandra Molàs.

## Vida

### Primers anys
Nascuda Nadejda Nikolàievna Purgold a Sant Petersburg, era la més jove de tres filles i la besneta del jurista del segle xviii Johannes Purgold. Va començar a tocar el piano als nou anys, i va continuar els seus estudis de piano al Conservatori de Sant Petersburg amb Anton Guerke. També va estudiar teoria de la música al conservatori amb Nikolai Zaremba i, posteriorment, composició i orquestració amb Rimski-Kórsakov però no es va graduar.
Durant els anys 1860 i 70 tocava el piano a les vetllades musicals que tenien lloc a la casa d'Aleksandr Dargomijski, i es feu amiga de Dargomijski, Modest Mússorgski i Aleksandr Borodín. Mussorgski, aficionat tant de Nadejda com de la seva germana Aleksandra, es va fer amic de totes dues, i anomenava Nadejda "la nostra estimada orquestra". També tocava a les reunions musicals del cercle Balàkirev. Entre les obres que tocava amb els kutxka hi havia òperes de Mússorgski El matrimoni i Borís Godunov, més La donzella de Pskov de Nikolai Rimski-Kórsakov.

### Matrimoni
Va conèixer Rimski-Kórsakov a casa de Dargomijski a la primavera de 1868. No gaire temps després de la seva primera trobada, ell va escriure una cançó que li va dedicar. També va començar a visitar-la amb freqüència, tant a la casa dels Purgold a Sant Petersburg com a la datxa familiar a Liesnov. Va trobar en ell una abundància de calidesa i delicadesa. Li va proposar matrimoni el desembre de 1871, i es van casar el juliol de 1872. El matrimoni tindria finalment set fills. Nadejda havia de convertir-se en un company musical i familiar del seu marit, de la mateixa manera que Clara Schumann ho havia estat per al seu propi marit Robert. Bella, hàbil, de forta voluntat i molt millor entrenada musicalment que el seu marit en el moment en què es van casar, demostrà ser el millor i més exigent crític de la seva obra; la seva influència en els temes musicals va ser prou forta perquè Balàkirev i Stàssov es preguntessin de vegades si el desviaria de les seves preferències musicals. Tot i que va abandonar gradualment la composició després del seu matrimoni, va tenir una gran influència en la creació de les seves primeres tres òperes. Va viatjar amb el seu marit, va assistir a assaigs i va revisar i arranjar composicions d'ell i d'altres.
El seu entusiasme per l'obra de Nikolai Gógol acabaria reflectint-se tant en les obres del seu marit com en les dels seus amics. El dia del seu compromís, ella i Rimski-Kórsakov van llegir junts la història curta de Gógol Nit de maig o la donzella ofegada. Després, li va dir que havia d'escriure una òpera basada en aquesta. Una setmana o dues més tard, l'hi va escriure:
| « | He estat llegint una altra de les històries de Gógol, La fira de Sorótxinski. Això també és bo i fins i tot seria adequat per a una òpera, però no per a tu; en qualsevol cas, no és com "Nit de maig". Pel que fa a això, hi estic tan capficada que no en trauré l'aigua clara. | » |

Potser ella o la seva germana Aleksandra van suggerir llavors La fira de Sorótxinski a Mússorgski. Aquest, en aquell moment no ho va tenir en compte, però un parell d'anys més tard ho va reconsiderar.
Nadejda també va ser molt destacada en la vida social de Rimski-Kórsakov, activa en reunions a la llar dels Rimski-Kórsakov com a acompanyant i intèrpret. En una d'aquestes vetllades, Piotr Ilitx Txaikovski va tocar el final de la seva simfonia Petita Rússia. Després de sentir-la, va suplicar al compositor, amb llàgrimes als ulls, que li deixes arranjar-la per al duet de piano. No obstant això, la malaltia es va creuar en el camí, i Txaikovski va fer l'arranjament ell mateix.

### Sinceritat
Igual que el seu marit en els seus anys posteriors, els gustos musicals de Nadejda es van fer menys progressistes; va qualificar el seu gendre Maximilian Steinberg com un compositori més gran que Ígor Stravinski. També podria ser que tingués falta de tacte en aquests assumptes. Més tard, Stravinski va escriure sobre un dels incidents que es van produir al funeral de Rimski-Kórsakov:
| « | Recordaré Rimski en el seu taüt fins on m'arribi la memòria. Es veia tan bonic que no podia deixar de plorar. La seva vídua, veient-me, se'm va acostar i va dir: "Per què estàs tan trist? Encara tenim Glazunov. Va ser l'observació més cruel que mai no he sentit i mai no he odiat de nou com ho vaig fer en aquell moment. | » |

No fou aquesta l'única vegada que no tingué por a fer parlar la seva ment. En assumptes relatius al seu marit, era feroçment lleial. Quan Anton Rubinstein va reasumir la direcció del conservatori de Sant Petersburg el 1887 i va començar a substituir els professors russos amb d'altres estrangers, Stàssov es va indignar amb la idea que Rimski-Kórsakov s'arronsés davant "El Gran Governant". Stàssov li va dir a Balàkirev que havia escrit a Rimski-Kórsakov "que les seves relacions amb el Conservatori i Rubinstein són unitarisme (i, per part de Cui, apostasia no adulterada) ..."
Quan la carta de Stàssov va arribar, Rimski-Kórsakov estava força enfeinat amb a l'òpera de Borodín El príncep Igor. Nadejda es va dedicar a respondre Stàssov:
| « | Totes les vostres fulminacions lleonines són inadequades i fins i tot còmiques ... Hauríeu d'estudiar els fets abans d'escriure sobre ells. Quin dret teniu a sospitar del meu marit per actes de base, apostasia i qui sap què dimonis més? A aquell que us ha explicat coses calumnioses sobre ell, li escriviu i li dieu. I espero que Nikolai Andréievitx no necessiti l'assessorament d'algú per actuar en totes les circumstàncies de la vida d'una manera noble i honorable; per això té suficient noblesa i intel·lecte propis. | » |

Després de la mort de Rimski-Kórsakov el 1908, Nadejda es va convertir en la marmessora dels seus drets d'autor i la seva música. Això incloïa el considerable treball d'edició i publicació de les seves obres pòstumes literàries i musicals. Tot plegat incloïa la seva autobiografia, Crònica de la meva vida musical, rus: Летопись моей музыкальной жизни, col·leccions d'articles i notes sobre música, més una part de la seva correspondència amb els amics. Va passar la resta de la seva vida preservant el seu llegat, entre altres coses, i protestant per l'ús de la música, per par de Serguei Diàguilev de Schéhérazade i El gall d'or per a ballets. Va morir de verola a Sant Petersburg (que llavors es deia Petrograd) als 70 anys. Després de la seva mort, el seu fill Andrei va continuar els seus esforços, i va escriure un estudi de diversos volums sobre la vida i l'obra del seu pare.

## Música

### Arranjaments
Dargomijski va ensenyar a Rímskaia-Kórsakova a simplificar les partitures orquestrals, una tasca per a la qual tenia un talent especial, hi estava avesada, i la qual li donaria un bon ús. Les seves transcripcions (per a piano a quatre mans) inclouen obres de Dargomijski, Rimski-Kórsakov, Txaikovski, Borodín i Glazunov. També va arranjar les partitures vocals per les obres de Rimski-Kórsakov La donzella de Pskov i La boiarda Vera Xeloga, junt amb l'obra de Borodín El príncep Ígor conjuntament amb Glazunov i el seu marit.

### Obres originals
Es conserven manuscrits autògrafs d'una escena simfònica basada en Gógol, "L'indret encantat" (rus: Заколдованное место Zakoldovannoie mesto), una òpera Maiskaia notx', rus: Майская ночь amb acompanyament arranjat per a piano, peces de piano i cançons. Va completar "L'indret encantat" una setmana o dues abans del seu matrimoni, i la va orquestrar l'any següent. Va deixar de compondre després del seu matrimoni amb Rimski-Kórsakov. Això pot haver estat en part de la comparació desfavorable de les seves obres amb el seu marit, però probablement també a causa de les seves responsabilitats familiars.

## Llibres
Va publicar dues compilacions de Dargomijski, va escriure una memòria de Mússorgski i va editar l'autobiografia del seu marit, Crònica de la meva vida musical.